# چاینا استیل

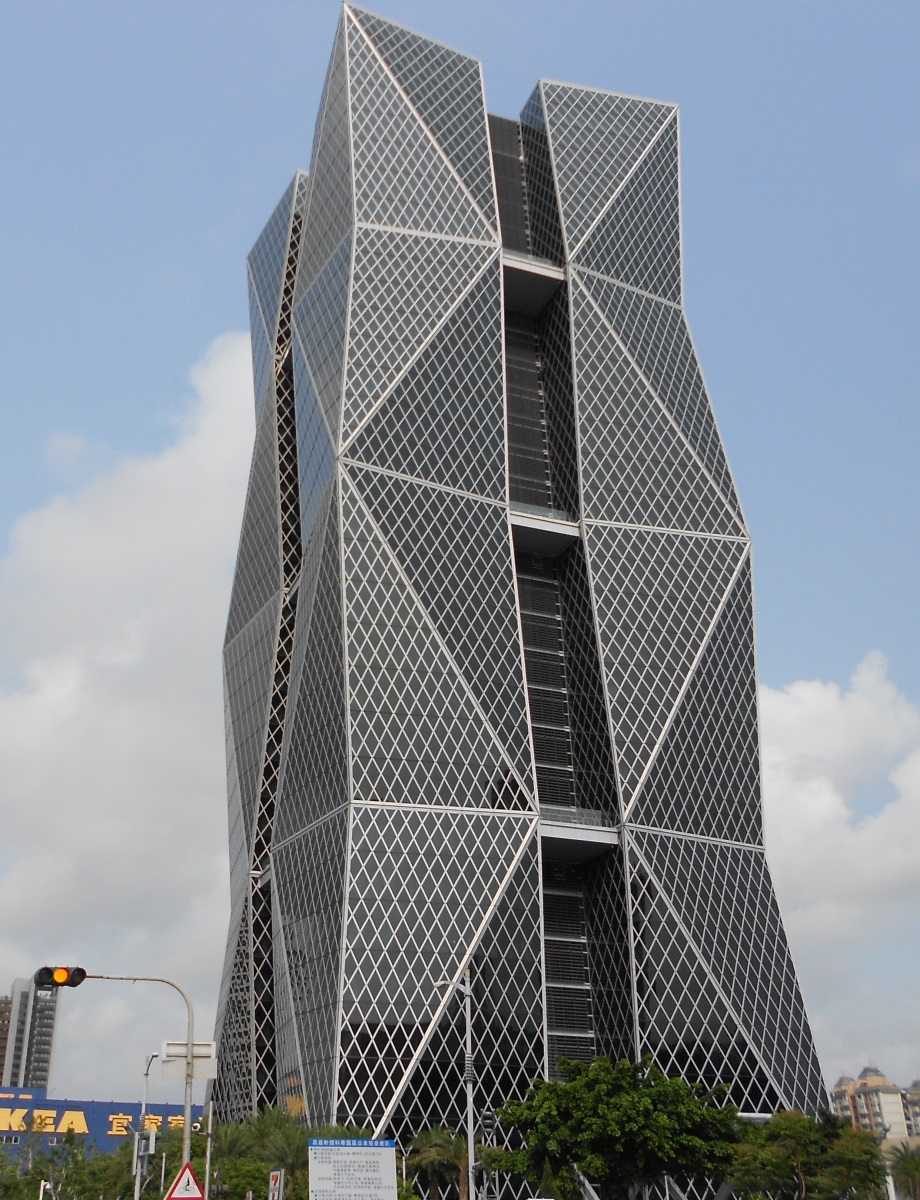
ساختمان مرکزی چاینا استیل

چاینا استیل (به انگلیسی: China Steel) شرکت فولاد تایوانی است، که در سال ۱۹۷۱ تأسیس شد و از سال ۲۰۰۶ در فهرست بزرگترین تولیدکنندگان فولاد در رتبه ۲۵ قرار دارد. این شرکت دارای عملیات در کشورهای مالزی، کانادا و ژاپن می‌باشد.
دفتر مرکزی این شرکت در جزیره تایوان، تایوان قرار دارد و بخشی از سهام آن در بازار بورس تایوان معامله می‌شود.